# BuSG Aufbau Eisleben
Die BuSG Aufbau Eisleben (voller Name Ball- und Spielgemeinschaft Aufbau Eisleben e.V.) ist ein Sportverein aus der Lutherstadt Eisleben im Landkreis Mansfeld-Südharz in Sachsen-Anhalt. Der Verein hat seinen Ursprung im FC Hohenzollern Helfta, der 1909 in der damaligen Gemeinde Helfta gegründet wurde. Neben der Fußballabteilung besitzt der Verein Sparten für Kegeln, Pferdesport, Gymnastik, Darts und Mountainbiking.

## Geschichte
Am 7. März 1909 wurde in Helfta der Fußballclub Hohenzollern Helfta gegründet. Helfta war damals eine Gemeinde im Mansfelder Seekreis in der preußischen Provinz Sachsen. Der Verein schloss sich dem Verband Mitteldeutscher Ballspiel-Vereine an und spielte in der Gauliga Grafschaft Mansfeld. In der Spielzeit 1913/14 belegte Hohenzollern Helfta den vierten Platz. 1914/1915 fand kein Spielbetrieb statt. In der Spielzeit 1915/16 wurde der Verein Meister der Gauliga und durfte dadurch an der Endrunde der mitteldeutschen Meisterschaft teilnehmen. In deren ersten Runde unterlag der Verein Borussia Halle mit 0:8. Während der folgenden Spielzeit 1916/17 zog der Verein seine Mannschaft aus dem laufenden Spielbetrieb zurück.
Der FC Hohenzollern Helfta benannte sich 1919 in FC Helfta und 1920 in FC Wacker Helfta um, spielte aber bis 1945 nur noch unterklassig. Nach dem Zweiten Weltkrieg firmierte der Verein zunächst als Wacker 09 Helfta. Aus Wacker Helfta wurde 1953 die BSG Stahl Helfta, 1957 die BSG Traktor Helfta, 1972 die BSG Traktor-Aufbau Eisleben und nach der Wende die BuSG Aufbau Eisleben.
Aufbau Eisleben spielte von 1996 bis 2008 in der Landesklasse, 2008/09 eine Spielzeit in der Landesliga, von 2009 bis 2013 in der Landesklasse, 2013/14 in der Kreisoberliga und von 2014 bis 2019 wieder in der Landesklasse. 2019 stiegen die Fußballer des Vereins in die Kreisoberliga ab.

## Persönlichkeiten
Der Fußballspieler und -trainer Willi Schober (* 1913, gestorben nach 1965) ging aus der Jugend von Wacker Helfta hervor.